# Liste der Nummer-eins-Hits in Norwegen (2000)
Diese Liste enthält alle Nummer-eins-Hits in Norwegen im Jahr 2000. Es gab in diesem Jahr jeweils 19 Nummer-eins-Singles und -Alben.
| Singles | Alben |
| --- | --- |
| - Boyzvoice – Let Me Be Your Father X-Mas - 5 Wochen (50/1999 – 2/2000) - Alice DeeJay – Back in My Life - 1 Woche (3/2000, insgesamt 2 Wochen) - Motorpsycho – The Other Fool EP - 1 Woche (4/2000) - Alice DeeJay – Back in My Life - 1 Woche (5/2000, insgesamt 2 Wochen) - Aqua – Cartoon Heroes - 2 Wochen (6/2000 – 7/2000) - Bomfunk MC’s – Freestyler - 2 Wochen (8/2000 – 9/2000) - Madonna – American Pie - 4 Wochen (10/2000 – 13/2000, insgesamt 5 Wochen) - a-ha – Summer Moved On - 1 Woche (14/2000) - Madonna – American Pie - 1 Woche (15/2000, insgesamt 5 Wochen) - Melanie C feat. Lisa „Left Eye“ Lopes – Never Be the Same Again - 2 Wochen (16/2000 – 17/2000) - Britney Spears – Oops!… I Did It Again - 4 Wochen (18/2000 – 21/2000) - DJ Aligator Project – The Whistle Song - 1 Woche (22/2000) - Sonique – It Feels So Good - 1 Woche (23/2000, insgesamt 5 Wochen) - Racer – Bønda fra nord 2000 - 2 Wochen (24/2000 – 25/2000) - Sonique – It Feels So Good - 4 Wochen (26/2000 – 29/2000, insgesamt 5 Wochen) - Darude – Sandstorm - 5 Wochen (30/2000 – 34/2000) - Madonna – Music - 4 Wochen (35/2000 – 38/2000) - A1 – Take on Me - 3 Wochen (39/2000 – 41/2000) - U2 – Beautiful Day - 2 Wochen (42/2000 – 43/2000) - Backstreet Boys – Shape of My Heart - 3 Wochen (44/2000 – 46/2000) - A1 – Same Old Brand New You - 5 Wochen (47/2000 – 51/2000) - Christian Strand – Maybe Baby - 1 Woche (52/2000) | - Westlife – Westlife - 1 Woche (1/2000) - Shania Twain – Come On Over - 2 Wochen (2/2000 – 3/2000, insgesamt 6 Wochen; → 1999) - Return – The Best Of - 1 Woche (4/2000) - Santana – Supernatural - 1 Woche (5/2000, insgesamt 6 Wochen) - Motorpsycho – Let Them Eat Cake - 1 Woche (6/2000) - Santana – Supernatural - 3 Wochen (7/2000 – 9/2000, insgesamt 6 Wochen) - Aqua – Aquarius - 4 Wochen (10/2000 – 13/2000) - Santana – Supernatural - 2 Wochen (14/2000 – 15/2000, insgesamt 6 Wochen) - a-ha – Minor Earth, Major Sky - 5 Wochen (16/2000 – 20/2000) - Britney Spears – Oops!… I Did It Again - 1 Woche (21/2000) - Olsen Brothers – Wings of Love - 6 Wochen (22/2000 – 27/2000) - Marc Anthony – Marc Anthony - 4 Wochen (28/2000 – 31/2000, insgesamt 5 Wochen) - The Corrs – In Blue - 1 Woche (32/2000) - B. B. King & Eric Clapton – Riding with the King - 1 Woche (33/2000) - Marc Anthony – Marc Anthony - 1 Woche (34/2000, insgesamt 5 Wochen) - Ronan Keating – Ronan - 3 Wochen (35/2000 – 37/2000) - Anastacia – Not That Kind - 1 Woche (38/2000) - Madonna – Music - 1 Woche (39/2000) - Mark Knopfler – Sailing to Philadelphia - 5 Wochen (40/2000 – 44/2000) - U2 – All That You Can’t Leave Behind - 2 Wochen (45/2000 – 46/2000) - The Beatles – 1 - 2 Wochen (47/2000 – 48/2000, insgesamt 3 Wochen; → 2001) - Herborg Kråkevik – Kråkeviks songbok - 4 Wochen (49/2000 – 52/2000) |
| | |

Siehe auch: Nummer-eins-Hits 2000 in  Australien, Belgien, Dänemark, Deutschland, Finnland, Frankreich, Irland, Italien, Japan, Kanada, Neuseeland, den Niederlanden, Österreich, Polen, Schweden, der Schweiz, Spanien, Ungarn, den Vereinigten Staaten und im Vereinigten Königreich.